# Papirs mèdics de l'antic Egipte

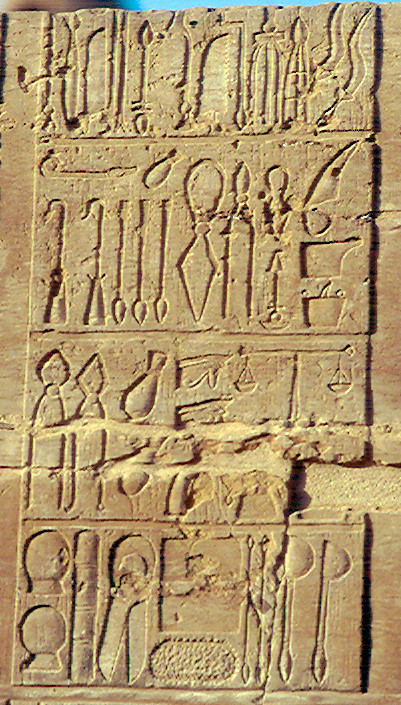
Antics instruments mèdics (temple de Kom Ombo)

Els papirs mèdics són textos egipcis antics  escrits en papir que faciliten una visió de les seves pràctiques i procediments mèdics. Els papirs mostren detalls sobre malalties, la seva diagnosi i els remeis a aplicar, que inclouen tant herbes com cirurgia i encanteris màgics. Es creu que existien molts més papirs mèdics però que s'han perdut pels espolis soferts. L'estudi més gran dels papirs mèdics fins a la data ha estat realitzat per la Universitat de Berlín i va ser titulat Medizin der alten Ägypter (Medicina de l'antic Egipte).
Les primeres pràctiques mèdiques egípcies es basaven en una barreja d'encanteris màgics i religiosos. Acostumaven a «curar» utilitzant amulets o encanteris màgics, ja que es creia que les malalties eren causades per comportaments o accions malèvoles. Després, si calia, els metges aplicaven diversos tractaments mèdics. Les instruccions per a la realització d'aquests rituals mèdics varen ser inscrits en rotllos de papir pels mateixos sacerdots que els practicaven.

## Principals papirs mèdics

### Papir Kahun
Datat prop de l'any 1800 aC, el Papir Ginecològic Kahun és el text mèdic conegut més antic d'Egipte. Fou trobat el 1889 a Lahun per Flinders Petrie, traduït inicialment per F. Ll. Griffith el 1893, i publicat a The Petrie Papyri: Hieratic Papyri from Kahun and Gurob. El papir conté 35 paràgrafs separats relacionats amb la salut de les dones, com ara malalties ginecològiques, fertilitat, embaràs i contracepció.

### Papirs del Ramesseum
Els Papirs Ramesseum consten de 17 papirs individuals que van ser trobats en el gran temple de Ramesseum. Se centren en els ulls, ginecologia, pediatria, músculs i tendons.

### Papir Edwin Smith

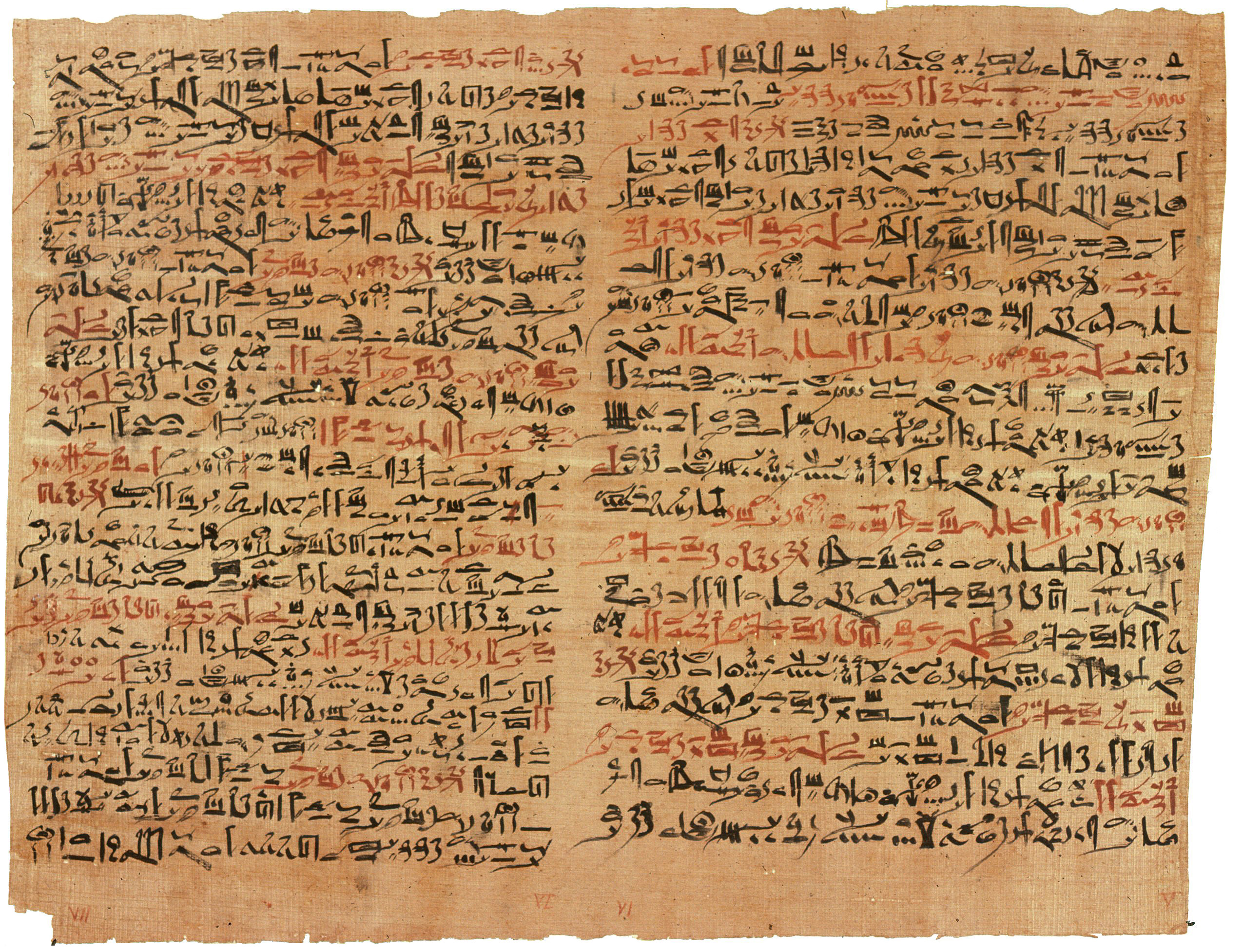
Plaques vi & vii del papir d'Edwin Smith (vers el segle XVII aC), un dels primers textos mèdics

El Papir Edwin Smith, datat vers el 1600 aC, és l'única còpia supervivent de part d'un llibre de text de l'Antic Egipte sobre cirurgia traumatològica. El papir rep el nom de l'arqueòleg egipci Edwin Smith que el va comprar al voltant de 1860. El més detallat i sofisticat dels papirs mèdics existents és també el text quirúrgic més antic del món. Escrit en caràcters hieràtics utilitzant la llengua egípcia antiga, es creu que es basa en material de fins mil anys abans. El document consta de 22 pàgines, 17 pàgines a l'anvers i 5 pàgines al revers. S'analitzen 48 casos de traumatologia, cadascun amb una descripció de l'examen físic, diagnòstic, tractament i pronòstic. Un aspecte important del text és que mostra que els egipcis ja coneixien el cor, fetge, melsa, ronyons, urèters i la bufeta, i que els vasos sanguinis estiguessin connectats al cor.

### Papir Ebers
El Papir Ebers també va ser comprat per Edwin Smith el 1862. Pren el nom de Georg Ebers, que el va adquirir el 1872. Data de prop del 1550 aC i té 110 pàgines, fet que el converteixen en el més llarg dels papirs mèdics. El papir abasta molts temes diferents, incloent dermatologia, malalties digestives, lesions traumàtiques, odontologia i ginecologia. Una de les troballes més importants d'aquest papir són les referències a les migranyes, mostrant així que la seva existència es remunta mínim a aquesta època.

### Papir Hearst
El Papir Hearst es va oferir el 1901 a l'Expedició Hearst a Egipte. Està datat al voltant del 2000 aC, tot i que hi han dubtes sobre la seva autenticitat. Se centra en tractaments per als problemes que afecten el sistema urinari, a la sang, el cabell i les mossegades. Ha estat extensament estudiat des de la seva publicació el 1905.

### Papir de Londres

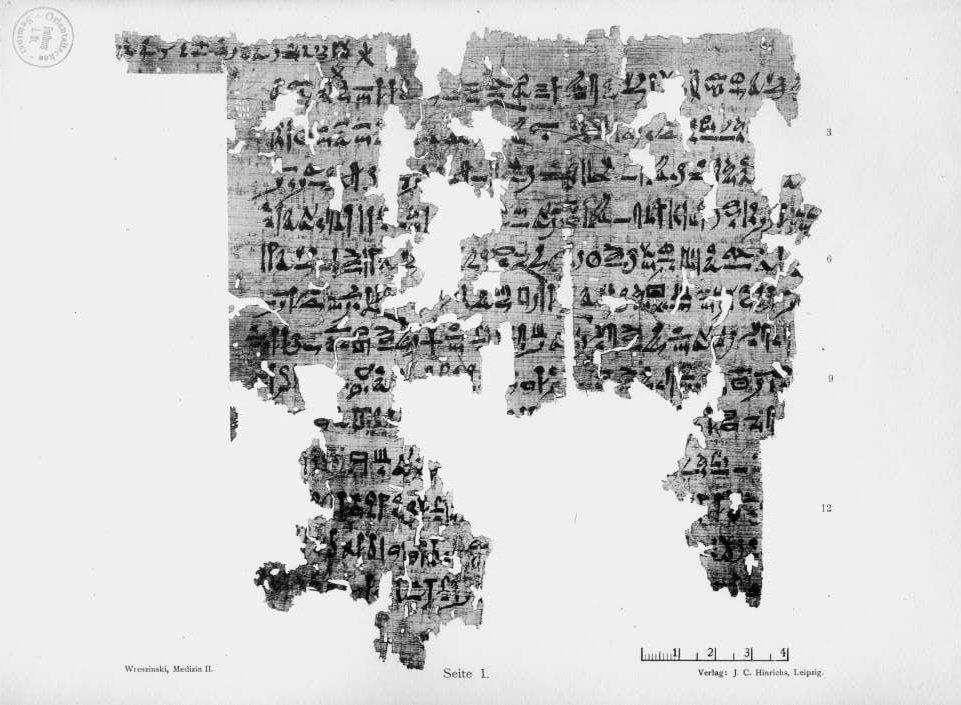
Papir mèdic de Londres, EA 10059

El Papir mèdic de Londres es troba al Museu britànic i data de l'era de Tutankamon. Malgrat el mal estat en el que està, el seu estudi ha mostrat que reunia principalment encanteris màgics com a remei per a les malalties.

### Papir de Berlín
El Gran Papir de Berlín, també conegut com el Papir Brugsch (Pap. Berl. 3038) va ser descobert per Giuseppe Passalacqua. Consta de 24 pàgines i és molt similar al Papir Ebers. En 1827 va ser venut a Frederic Guillem IV de Prússia amb d'altres objectes per al Museu de Berlín. El Gran Papir de Berlín va ser traduït a l'alemany el 1909.

### Papir Carlsberg
El Papir Carlsberg és propietat de la Fundació Carlsberg, abasta les malalties dels ulls i de l'embaràs.

### Papir mèdic Chester Beatty
El Papir mèdic Chester Beatty porta el nom de Sir Alfred Chester Beatty, que va donar 19 papirs al Museu britànic. Els remeis que apareixen en aquests textos estan relacionats generalment amb la màgia i se centren en les condicions que comporten mals de cap i malalties colorectals.

### Papir Brooklyn
El Papir Brooklyn es troba al museu Brooklyn i se centra principalment en mossegades de serp; descriu els mètodes terapèutics i remeis per a verins de colobres, escorpins, i taràntules.

## Llistat dels papirs mèdics de l'antic Egipte
| Nom del papir              | Altres noms | Datació | Llengua                              | Especialitats mèdiques                                                          | Continguts | Escriba/autor | Data i lloc del descobriment | Lloc de conservació                                   | Mides | Imatge |
| -------------------------- | --- | --- | ------------------------------------ | ------------------------------------------------------------------------------- | --- | --- | --- | ----------------------------------------------------- | --- | ------ |
| Papir Edwin Smith          | Papir Quirúrgic Edwin Smith | Datat en les Dinasties 16-17 del Segon Període Intermedi de l'Antic Egipte, c. 1500 aC però es creu que pot ser còpia de l'Imperi antic, 3000-2500 a. de C. | Hieràtic                             | El tractat quirúrgic més antic conegut sobre traumatologia                      | La gran majoria del papir s'ocupa de traumatologia i cirurgia, amb seccions curtes sobre ginecologia i cosmètics en el revers. En l'anvers hi ha 48 casos de lesions. L'anvers consta de vuit conjurs màgics i cinc prescripcions.                                                                                                   | Atribuït, per alguns estudiosos, a Imhotep                                                                                | Luxor, Egipte abans de 1862 | Acadèmia de Medicina de Nova York                     | Un rotllo de 4,68 metres de longitud. L'anvers (part frontal) té 377 línies en 17 columnes, mentre el revers (part posterior) té 92 línies en cinc columnes |        |
| Papir Ebers                | | Vers el 1550 aC però es creu que pot ser una còpia de textos anteriors al 3400 aC | Hieràtic                             | Medicina, obstetrícia, ginecologia i cirurgia                                   | El rotllo conté unes 700 fórmules i remeis màgics, capítols sobre contracepció, diagnosi de l'embaràs i altres assumptes ginecològics, paràsits i malalties intestinals, ulls i problemes de pell, odontologia i tractament quirúrgic de abscessos i tumors, recol·locació d'ossos i cremades                                        | Desconegut | Districte Assassif de la necròpolis de Tebes, abans de 1862 | Biblioteca d'Universitaria de Leipzig, Alemanya       | Un rotllo de 110 pàgines, d'aproximadament 20 metres de llarg                                                                                               |        |
| Papir Ginecològic Kahun    | Papir Kahun, Papir mèdic Kahun, o UC 32057 | ca. 1800 aC | Hieràtic                             | Medicina,obstetrícia i ginecologia, pediatria i medicina veterinària            | El text està dividit en trenta-quatre seccions que tracten la salut de les dones: malalties ginecològiques, fertilitat, embaràs, contracepció, etc. El posterior Papir de Berlín i el Ramesseum IV cobreixen en gran part els mateixos camps, sovint donant prescripcions idèntiques                                                 | Desconegut | Lahun, per Flinders Petrie el 1889 | University College de Londres                         | Dos papirs ginecològics i un veterinari |        |
| Papirs mèdics Ramesseum    | Papirs mèdics Ramesseum parts III, IV i V | Segle XVIII aC | Jeroglífic i hieràtic                | Medicina, ginecologia, oftalmologia, reumatologia i pediatria                   | Una col·lecció de documents mèdics antics egipcis a les parts III, IV i V, i escrits en columnes verticals que tracten sobretot les malalties, l'estructura del cos i els suposats remeis que s'utilitzen per curar aquestes afliccions. Concretament malalties oftalmològiques, ginecologia, músculs, tendons i malalties infantils | Desconegut | Temple de Ramesseum | Museu Ashmoulian d'Oxford                             | 3 papirs (parts III, IV, V) |        |
| Papir Hearst               | Papir mèdic Hearst | 18a Dinastia d'Egipte, al voltant de l'època de Tuthmosis III (ca. 0000) però es creu que fou escrit més d'hora, durant l'Imperi mitjà, al voltant del 2000 aC | Hieràtic                             | Urologia, medicina i picades o mossegades                                       | 260 paràgrafs damunt 18 columnes dins 18 pàgines de receptes mèdiques per problemes de urinary sistema, sang, cabell, i picades | N/Un | Descobert per un camperol egipci del poble de Deir el-Ballas abans del 1901 | Biblioteca Bancroft, Universitat de Califòrnia        | 18 pàgines |        |
| Papir mèdic de Londres     | BM EA 10059 | 19a Dinastia 1300 aC o c. 1629–1628 aC | Hieràtic                             | Afeccions de pell, ulls, hemorràgies, avortaments espontanis i cremades         | 61 receptes, de les quals 25 estan classificades com a mèdiques, la resta són màgiques | Desconegut | Desconegut | Reial Institut de Londres                             | |        |
| Papir Brugsch              | Papir de Berlín 3038, el Gran Papir de Berlín | 19a dinastia, datat vers 1350-1200 aC | Hieràtic?                            | Mèdic                                                                           | Parla de casos mèdics generals i mostra una gran semblança amb el papir Ebers. Alguns historiadors creuen que aquest papir va ser utilitzat per Galè en els seus textos | 24 pàgines (21 anversos i 3 reversos)                                                                                     | Descobert per un egipci a Saqqara abans de 1827 | Museu Egipci de Berlín                                | |        |
| Papir Carlsberg            | | Entre les dinasties 19a i 20a, Nou Imperi; el seu estil el relaciona amb la 12a dinastia. Alguns fragments daten de c. 2000 aC, altres —els manuscrits Tebtunis— daten aproximadament del segle I dC                                                                 | Hieràtic, demòtic, jeroglífic i grec | Obstetrícia i ginecologia, medicina, pediatria i oftalmologia                   | L'estructura del papir mostra gran semblança amb els papirs Kahun i el de Berlín. | Desconegut | Desconegut | Institut egiptològic de la Universitat de Copenhaguen | |        |
| Papir mèdic Chester Beatty | Papir Chester Beatty, Papir VI dels papirs Chester Beatty 46 (núm. De Papir 10686, Museu britànic), Chester Beatty V BM 10685, VI BM 10686, VII BM 10687, VIII BM 10688, XV BM 10695 | Datat al voltant de 1200 aC: Era Ramèssida | Hieràtic                             | Mals de cap i desordres anorrectals                                             | Conjurs màgics i receptes mèdiques per mal de cap i malalties anorrectals | Desconegut | Va ser part de la col·lecció privada de l'escriba Qen-her-khepeshef a la 19a Dinastia i romangué a la seva família fins que va ser col·locat en un tomba. Descobert a Deir al-Madinah (el poble de treballadors) el 1928 | Museu Britànic                                        | |        |
| Papir de Brooklyn          | 47.218.48 och, 47.218.85, també sabut com la Papir mèdic Brooklyn | Col·lecció de papirs que pertanyen al final de la 30a dinastia, datada al voltant del 450 aC, o començaments del Període ptolemaic. Tanmateix, està escrit amb l'estil de l'Imperi mitjà el que suggereix que el seu origen podria ser la Tretzena dinastia d'Egipte | Hieràtic                             | Tracta les mossegades de serps i escorpí, i la fórmula per eliminar el seu verí | Parla sobre remeis per eliminar el verí de serps, escorpins i taràntules. L'estil d'aquests remeis es relaciona amb el del papir Ebers | Un rotllo de papir dividit en dos amb alguns fragments perduts, la seva longitud total s'estima en 175 per 27 centímetres | Podria tenir el seu origen en un temple de l'antiga Heliòpolis, descobert abans del 1885 | Museu de Brooklyn de Nova York                        | |        |
| Papir Erman                | | Datació estimada, principi del Nou Imperi (segle XVI aC) |                                      | Medicina, màgia i anatomia                                                      | Conté una llista de noms anatòmics (cos i vísceres) i aproximadament 20 fórmules màgiques | Desconegut | Donat amb el papir Westcar al museu de Berlín, abans del 1886 | Museu Egipci de Berlín                                | |        |
| Papir Leiden X             | Papir Leiden, Leiden I 343 - I 345 | 18-19a Dinastia |                                      | Medicina, màgia                                                                 | Majoritàriament textos màgics | Desconegut | Desconegut | Museu Rijks, Leiden                                   | |        |
| Papir Oxyrhynchus 2547     | Oxyrhynchus 2547 | Segle III |                                      | Papir del jurament hipocràtic                                                   | Fragment del jurament hipocràtic | Desconegut | Desconegut | Desconegut                                            | Desconegut |        |